# Jean-Louis Schlesser
Jean-Louis Paul Schlesser (Nancy, 12 de setembro de 1948), é um automobilista francês que disputa atualmente ralis.
Em 1983 tentou participar do GP da França com RAM-Ford, mas ele não conseguiu vaga no grid de largada com a 29ª posição (apenas 26 largaram).
O inglês Martin Brundle subtituiu o compatriota Nigel Mansell, que se ausentou por problemas de saúde, o GP da Bélgica e se recusou a correr o GP da Itália em Monza, para preparar melhor na fase decisiva no Mundial de Marcas pela Jaguar. A equipe Williams convocou o francês Jean-Louis Schlesser, o melhor da Mercedes, líder do Mundial de Marcas para participar da prova italiana para pilotar o carro número 5.
Largando na 22ª posição, Schlesser ia fazendo uma corrida disciplinada sem cometer praticamente nenhum erro, mas na 49ª volta, o francês que estava na 11ª posição ao olhar pelos retrovisores e perceber a aproximação do líder da prova, o carro número 12 da McLaren do brasileiro Ayrton Senna, encostou o seu Williams pela direita para deixar o líder executar a ultrapassagem pela esquerda no início da chicane. O francês não queria causar nenhum problema, mas se atrapalhou, freando além do limite do contorno da curva; assim que se livrou dela, o francês passa com o carro na zebra no início da segunda perna da chicane pegando um pouco de areia; Schlesser não consegue controlar o seu carro e atinge a parte lateral do carro de Senna que já estava comprometido com a curva. Com o toque, o McLaren do brasileiro dá uma pequena levantada fazendo um giro de 180º graus. O carro de Senna fica preso na zebra e o líder da prova e praticamente de ponta a ponta abandona enquanto Schlesser concluiu o Grande Prêmio em 11º lugar no seu aniversário de 40 anos. Como o outro piloto da McLaren, Alain Prost, já havia abandonado a corrida, Schlesser acabou, sem querer, impedindo que a McLaren conquistasse o Mundial de Construtores daquele ano de forma invicta.
Após a prova, Schlesser fez questão de ir ao box da McLaren para pedir desculpas a Ayrton Senna. O francês disse que não teve a intenção de bloquear o piloto brasileiro. O encontro dos dois foi no caminhão da McLaren e Schlesser saiu de lá dizendo que Senna é um gentleman e que a conversa entre os dois foi cordial.
Jean-Louis Schlesser' participou do filme frances Taxi de 1998.

### Fórmula 1
(legenda) 
| Ano  | Nome Oficial da Equipe    | Chassi        | Motor                | 1   | 2   | 3        | 4   | 5   | 6   | 7   | 8   | 9   | 10  | 11  | 12       | 13  | 14  | 15  | 16  | Pontos | Posição  |
| ---- | ------------------------- | ------------- | -------------------- | --- | --- | -------- | --- | --- | --- | --- | --- | --- | --- | --- | -------- | --- | --- | --- | --- | ------ | -------- |
| 1983 | RAM Automotive Team March | RAM March 01  | Ford Cosworth DFV V8 | BRA | USW | FRA NQ G | SMR | MON | BEL | USE | CAN | GBR | GER | AUT | HOL      | ITA | EUR | RSA |     | -      | -        |
| 1988 | Canon Williams Team       | Williams FW12 | Judd CV V8           | BRA | SMR | MON      | MEX | CAN | USE | FRA | GBR | GER | HUN | BEL | ITA 11 G | POR | ESP | JAP | AUS | 0      | NC (30º) |

### 24 Horas de Le Mans[3]
| Ano  | Equipe                                | Nº | Co-Pilotos                           | Chassi                              | Pneus | Classe  | Voltas | Posição Geral | Posição Na Categoria |
| Ano  | Equipe                                | Nº | Co-Pilotos                           | Motor                               | Pneus | Classe  | Voltas | Posição Geral | Posição Na Categoria |
| ---- | ------------------------------------- | -- | ------------------------------------ | ----------------------------------- | ----- | ------- | ------ | ------------- | -------------------- |
| 1981 | Jean Rondeau                          | 8  | Jacky Haran Philippe Streiff         | Rondeau M379                        | G     | GTP 3.0 | 340    | 2º            | 1º                   |
| 1981 | Jean Rondeau                          | 8  | Jacky Haran Philippe Streiff         | Ford Cosworth DFV 3.0L V8           | G     | GTP 3.0 | 340    | 2º            | 1º                   |
| 1982 | BASF Cassetten Team GS Sport          | 20 | Hans Joachim Stuck Dieter Quester    | Sauber SHS C6                       | D     | C       | 76     | DNF           | DNF                  |
| 1982 | BASF Cassetten Team GS Sport          | 20 | Hans Joachim Stuck Dieter Quester    | Ford Cosworth DFL 4.0L V8           | D     | C       | 76     | DNF           | DNF                  |
| 1983 | Preston Henn T-Bird Swap Shop         | 47 | Preston Henn Claude Ballot-Léna      | Porsche 956                         | G     | C       | 327    | 10º           | 10º                  |
| 1983 | Preston Henn T-Bird Swap Shop         | 47 | Preston Henn Claude Ballot-Léna      | Porsche Type-935 2.6L Turbo Flat-6  | G     | C       | 327    | 10º           | 10º                  |
| 1984 | New-Man Joest Racing                  | 8  | Stefan Johansson Maurizio de Narváez | Porsche 956                         | D     | C1      | 170    | DNF           | DNF                  |
| 1984 | New-Man Joest Racing                  | 8  | Stefan Johansson Maurizio de Narváez | Porsche Type-935 2.6 L Turbo Flat-6 | D     | C1      | 170    | DNF           | DNF                  |
| 1985 | John Fitzpatrick Racing               | 55 | Kenny Acheson Dudley Wood            | Porsche 962C                        | Y     | C1      | NQ     | NQ            | NQ                   |
| 1985 | John Fitzpatrick Racing               | 55 | Kenny Acheson Dudley Wood            | Porsche Type-935 2.6 L Turbo Flat-6 | Y     | C1      | NQ     | NQ            | NQ                   |
| 1986 | Silk Cut Jaguar Tom Walkinshaw Racing | 51 | Derek Warwick Eddie Cheever          | Jaguar XJR-6                        | M     | C1      | 239    | DNF           | DNF                  |
| 1986 | Silk Cut Jaguar Tom Walkinshaw Racing | 51 | Derek Warwick Eddie Cheever          | Jaguar 6.0L V12                     | M     | C1      | 239    | DNF           | DNF                  |
| 1989 | Team Sauber Mercedes                  | 62 | Jean-Pierre Jabouille Alain Cudini   | Sauber C9                           | M     | C1      | 378    | 5º            | 5º                   |
| 1989 | Team Sauber Mercedes                  | 62 | Jean-Pierre Jabouille Alain Cudini   | Mercedes-Benz M119 5.0L Turbo V8    | M     | C1      | 378    | 5º            | 5º                   |
| 1991 | Team Sauber Mercedes                  | 1  | Jochen Mass Alain Ferté              | Mercedes-Benz C11                   | G     | C2      | 319    | DNF           | DNF                  |
| 1991 | Team Sauber Mercedes                  | 1  | Jochen Mass Alain Ferté              | Mercedes-Benz M119 5.0L Turbo V8    | G     | C2      | 319    | DNF           | DNF                  |